# Silvalen
Silvalen è un villaggio della Norvegia, situato nella municipalità di Herøy, nella contea di Nordland.